# Figlie del Sacro Cuore di Gesù e di Santa Maria di Guadalupe
Le Figlie del Sacro Cuore di Gesù e di Santa Maria di Guadalupe (in spagnolo Hijas del Sagrado Corazón de Jesús y de Santa María de Guadalupe; sigla H.S.C.M.G.) sono un istituto religioso femminile di diritto pontificio.

## Storia
La congregazione fu fondata il 12 ottobre 1895 presso l'erigendo santuario di Nostra Signora di Guadalupe a Zacatecas dal sacerdote José Anastasio Días López.
Per volere di José de Alba y Franco, vescovo di Zacatecas, nel 1907 le suore si stabilirono  anche  tra gli indigeni Huicholes del Nayarit.
L'istituto ricevette il pontificio decreto di lode il 12 maggio 1962.

## Attività e diffusione
Le suore si dedicano all'istruzione e all'educazione cristiana della gioventù.
Oltre che in Messico, sono presenti in Costa Rica, Italia, Nicaragua, Spagna e Stati Uniti d'America; la sede generalizia è a Zacatecas.
Alla fine del 2015 l'istituto contava 248 religiose in 34 case.